# Giro de Italia 1953
La 36.ª edición del Giro de Italia se disputó entre el 12 de mayo y el 2 de junio de 1953, con un recorrido de 21 etapas y 4035 km, que el vencedor completó a una velocidad media de 34,020 km/h. La carrera comenzó y terminó en Milán.
Tomaron la salida 112 participantes, de los cuales 72 terminaron la carrera.
Fausto Coppi logró su quinto Giro, igualando así el récord de Alfredo Binda, tras arrebatar el liderato a Hugo Koblet en las últimas etapas de la carrera. El ciclista suizo consiguió resistir al envite de Il Campionissimo en la 19.ª etapa, en la cual ambos terminaron destacados, 1º y 2º. Pero al día siguiente, etapa en la que se subía por primera vez en el Giro de Italia el mítico Paso del Stelvio, Koblet no pudo resistir ante el ataque del ciclista italiano en la citada ascensión, y los casi dos minutos de ventaja que tenía al inicio de la etapa fueron insuficientes para adjudicarse el que hubiera sido su segundo Giro. Pasquale Fornara les acompañó en el podio. Bernardo Ruiz, 29º, volvió a ser el mejor español clasificado.

## Equipos participantes
| Equipo       | Jefe de filas       |
| Bélgica      | Rik Van Steenbergen |
| Francia      | Louison Bobet       |
| Holanda      | Wout Wagtmans       |
| España-Ideor | Bernardo Ruiz       |
| Suiza-Guerra | Hugo Koblet         |
| Bianchi      | Fausto Coppi        |
| Arbos        | Bruno Monti         |
| Atala        | Giancarlo Astrua    |

| Equipo     | Jefe de filas      |
| Bartali    | Gino Bartali       |
| Bottecchia | Pasquale Fornara   |
| Frejus     | Angelo Conterno    |
| Ganna      | Fiorenzo Magni     |
| Legano     | Giuseppe Minardi   |
| Levriere   | Donato Zampini     |
| Torpado    | Antonio Bevilacqua |
| Welter     | Valerio Bonini     |

## Etapas
| Etapa | Recorrido                          | Km         | Ganador             | Líder             |
| 1.ª   | Milán-Abano                        | 263        | Wim Van Est         | Wim Van Est       |
| 2.ª   | Abano-Rímini                       | 278        | Pasquale Fornara    | Guido De Santi    |
| 3.ª   | Rímini-San Benedetto del Tronto    | 182        | Albino Crespi       | Guido De Santi    |
| 4.ª   | San Benedetto del Tronto-Roccaraso | 171        | Fausto Coppi        | Pasquale Fornara  |
| 5.ª   | Roccaraso-Nápoles                  | 149        | Ettore Milano       | Pasquale Fornara  |
| 6.ª   | Nápoles-Roma                       | 285        | Giuseppe Minardi    | Guido De Santi    |
| 7.ª   | Roma-Grosseto                      | 178        | Giovanni Corrieri   | Giovanni Corrieri |
| 8.ª   | Grosseto-Follonica                 | 48.5 (CRI) | Hugo Koblet         | Hugo Koblet       |
| 9.ª   | Follonica-Pisa                     | 114        | Rik Van Steenbergen | Hugo Koblet       |
| 10.ª  | Pisa-Módena                        | 189        | Fiorenzo Magni      | Hugo Koblet       |
| 11.ª  | Módena                             | 30 (CRE)   | Bianchi             | Hugo Koblet       |
| 12.ª  | Módena-Génova                      | 278        | Giorgio Albani      | Hugo Koblet       |
| 13.ª  | Génova-Bordighera                  | 256        | Oreste Conte        | Hugo Koblet       |
| 14.ª  | Bordighera-Turín                   | 242        | Pietro Giudici      | Hugo Koblet       |
| 15.ª  | Turín-San Pellegrino               | 232        | Nino Assirelli      | Hugo Koblet       |
| 16.ª  | San Pellegrino-Riva del Garda      | 279        | Fiorenzo Magni      | Hugo Koblet       |
| 17.ª  | Riva del Garda-Vicenza             | 166        | Bruno Monti         | Hugo Koblet       |
| 18.ª  | Vicenza-Auronzo di Cadore          | 186        | Bruno Monti         | Hugo Koblet       |
| 19.ª  | Auronzo di Cadore-Bolzano          | 164        | Fausto Coppi        | Hugo Koblet       |
| 20.ª  | Bolzano-Bormio                     | 125        | Fausto Coppi        | Fausto Coppi      |
| 21.ª  | Bormio-Milán                       | 220        | Fiorenzo Magni      | Fausto Coppi      |

## Clasificaciones
| \| 1. \| Fausto Coppi \| Italia \| 118h 37' 26" \| \| 2. \| Hugo Koblet \| Suiza \| + 1' 29" \| \| 3. \| Pasquale Fornara \| Italia \| + 6' 55" \| \| 4. \| Gino Bartali \| Italia \| + 14' 08" \| \| 5. \| Angelo Conterno \| Italia \| + 20' 51" \| \| 6. \| Stan Ockers \| Bélgica \| + 24' 14" \| \| 7. \| Giovanni Roma \| Italia \| + 24' 35" \| \| 8. \| Guido De Santi \| Italia \| + 25' 06" \| \| 9. \| Fiorenzo Magni \| Italia \| + 25' 39" \| \| 10. \| Vincenzo Rossello \| Italia \| + 26' 21" \| |                   |         |              |
| 1. | Fausto Coppi      | Italia  | 118h 37' 26" |
| 2. | Hugo Koblet       | Suiza   | + 1' 29"     |
| 3. | Pasquale Fornara  | Italia  | + 6' 55"     |
| 4. | Gino Bartali      | Italia  | + 14' 08"    |
| 5. | Angelo Conterno   | Italia  | + 20' 51"    |
| 6. | Stan Ockers       | Bélgica | + 24' 14"    |
| 7. | Giovanni Roma     | Italia  | + 24' 35"    |
| 8. | Guido De Santi    | Italia  | + 25' 06"    |
| 9. | Fiorenzo Magni    | Italia  | + 25' 39"    |
| 10. | Vincenzo Rossello | Italia  | + 26' 21"    |

| \| 1. \| Pasquale Fornara \| Italia \| - \| \| 2. \| Fausto Coppi \| Italia \| - \| \| 3. \| Gino Bartali \| Italia \| - \| |                  |        |   |
| 1. | Pasquale Fornara | Italia | - |
| 2. | Fausto Coppi     | Italia | - |
| 3. | Gino Bartali     | Italia | - |

| \| 1. \| Ganna Ursus \| Italia \| - \| - \| |             |        |   |   |
| 1.                                          | Ganna Ursus | Italia | - | - |